# Diaporthe orobanches
Diaporthe orobanches är en svampart som beskrevs av Berl. 1889. Diaporthe orobanches ingår i släktet Diaporthe och familjen Diaporthaceae.   Inga underarter finns listade i Catalogue of Life.